# 駒田邦男
駒田 邦男（こまだ くにお、1950年（昭和25年）1月 - ）は、日本の実業家。トヨフジ海運株式会社代表取締役社長を務めた。

## 人物・経歴
愛知県立旭丘高等学校を経て、1972年名古屋大学経済学部卒業。藤井隆ゼミ出身。同年トヨタ自動車販売入社。1978年パリ第9大学応用経済学部大学院修士課程修了、修士。2002年トヨタ自動車取締役に昇格。2003年トヨタ自動車常務役員。2005年からトヨフジ海運代表取締役社長を務め、輸送の効率化や、環境対応にあたった。2015年トヨフジ海運顧問に退いた。